# Garnarich
Garnarich (en arménien Գառնառիճ) est une communauté rurale du marz de Shirak en Arménie. Comprenant également la localité d'Eghnajur, elle compte 263 habitants en 2008.